# 오바마역
오바마역(일본어: 小浜駅)은 일본 후쿠이현 오바마시에 위치한 서일본 여객철도 오바마 선의 철도역이다. 단선 · 섬식의 형태를 합친 2면 3선 구조의 복합 승강장을 갖춘 지상역이다.

## 타는 곳
| 1 | ■ 오바마 선 | 하행 | 쓰루가 방면         | 통상은 이 승강장 |
| 1 | ■ 오바마 선 | 상행 | 히가시마이즈루 방면 | 통상은 이 승강장 |
| 2 | ■ 오바마 선 | 상행 | 히가시마이즈루 방면 | 일부 열차        |
| 3 | ■ 오바마 선 | 상행 | 히가시마이즈루 방면 | 일부 열차        |
| 3 | ■ 오바마 선 | 하행 | 쓰루가 방면         | 일부 열차        |

## 이용 현황
| 승차 인원 추이 | 승차 인원 추이 |
| 연도           | 1일 평균       |
| -------------- | -------------- |
| 1998           | 1,693          |
| 1999           | 1,570          |
| 2000           | 1,479          |
| 2001           | 1,484          |
| 2002           | 1,434          |
| 2003           | 1,412          |
| 2004           | 1,325          |
| 2005           | 1,279          |
| 2006           | 1,285          |
| 2007           | 1,267          |
| 2008           | 1,248          |
| 2009           | 1,182          |
| 2010           | 1,136          |
| 2011           | 1,098          |
| 2012           | 1,063          |
| 2013           | 1,060          |
| 2014           | 987            |

## 역 주변
- 국도 제27호선 · 국도 제162호선
- 오바마 시청
- 오바마 시 문화회관
- 오바마 성 터 · 노치세야마 성 터
- 후쿠이 현립 대학 오바마 캠퍼스

## 인접 역
| 서일본 여객철도 오바마 선    | 서일본 여객철도 오바마 선 | 서일본 여객철도 오바마 선 |
| ---------------------------- | ------------------------- | ------------------------- |
| 세이하마 히가시마이즈루 방면 | ■ 오바마 선               | 히가시오바마 쓰루가 방면  |